# Jannes i Jambres
Jannes i Jambres (de vegades Iambres, o Mambres) son els noms que dona la tradició als "mags" o "encantadors" de la cort del Faraó que es van oposar a Moisès i a Aaron quan aquests van exigir l'alliberament dels hebreus, fent diversos prodigis per convèncer el sobirà. Segons la Bíblia, Moisès i Aaron es van presentar davant del Faraó i Aaron va llençar el seu bàcul a terra, on es va convertir en una serp. Els fetillers també van llençar a terra els seus bàculs per tornar-los serps, i finalment la serp d'Aaron es va menjar les dels mags. Aquesta descripció es troba al llibre de l'Èxode, però el text no en dona els noms. Els noms es troben en alguns tractats del Talmud i sobretot en sant Pau a la Segona carta a Timoteu, on diu: "Igual que Jannes i Jambres van plantar cara a Moisès..."
Orígenes i el decret De libris recipiendis et non recipiendis atribuït al papa Gelasi i conegut com el Decret Gelasianum, mencionen un llibre apòcrif titulat Liber qui appellatur Paenitentia Iamne et Mambre, que no s'ha conservat. Orígenes diu que sant Pau coneixia aquest llibre, que circulava al segle I dC. Alguns autors romans com ara Plini el Vell, citen Moisès, Jannes i Jotape (o Rotape) entre els "mags jueus". Apuleu parla de Moisès i Jannes entre els grans mags que han existit. Numeni d'Apamea (citat per Eusebi de Cesarea, explica que els més importants mags d'Egipte, Jannes i Jambres, van desfer les plagues que Moisès havia llençat damunt del país egipci.
Un papir, Chester Beatty XVI, es titula "Apòcrif de Jannes i Jambres els mags". està escrit en grec i pot ser datat cap al segle i, i es discuteix si pot ser l'apòcrif perdut.
Alguns textos talmúdics afirmen que Jannes i Jambres es van afegir a l'èxode dels hebreus quan aquests van marxar de l'esclavitud egípcia.